# توني رايت (مغني)
توني رايت (بالإنجليزية: Tony Wright)‏ هو مغني بريطاني، ولد في 6 مايو 1968 في برادفورد في المملكة المتحدة.

## روابط خارجية
- توني رايت على موقع IMDb (الإنجليزية)
- توني رايت على موقع ديسكوغز (الإنجليزية)